# Lower Glenelg National Park
Lower Glenelg National Park är en park i Australien. Den ligger i delstaten Victoria, omkring 320 kilometer väster om delstatshuvudstaden Melbourne. Lower Glenelg National Park ligger 144 meter över havet.
Runt Lower Glenelg National Park är det mycket glesbefolkat, med 2 invånare per kvadratkilometer.. 
I omgivningarna runt Lower Glenelg National Park växer i huvudsak städsegrön lövskog. Genomsnittlig årsnederbörd är 1 019 millimeter. Den regnigaste månaden är juni, med i genomsnitt 164 mm nederbörd, och den torraste är februari, med 28 mm nederbörd.